# Charles de Brosses
Charles de Brosses, comte de Tournay, baró de Montfalcon, seigneur de Vezins i de Prevessin (7 de febrer de 1709 – 7 de maig de 1777), va ser un escriptor francès.

## Biografia
Va ser president del parlament de Dijon des de 1741, un membre de l'Académie des Inscriptions et Belles-Lettres ses de 1746, i membre de l'Académie des Sciences, Arts et Belles-Lettres de Dijon des de 1761. Va ser amic íntim de Georges-Louis Leclerc de Buffon, el naturalista que va escriure la Histoire Naturelle, i enemic personal de Voltaire, qui va impedir que Brosses entrés a l'Académie française el 1770. Pel fet que es va oposar al poder absolut del rei, Brosses es va haver d'exiliar dues vegades, el 1744 i el 1771. Va escriure nombrosos informes acadèmics sobre temes de la història antiga, la filologia i la lingüística, alguns d'ells van ser usats per Denis Diderot i D'Alembert a l'Encyclopédie (1751-1765).

## Publicacions
De Brosses publicà cinc llibres:
- Lettres sur l'état actuel de la ville souterraine d'Herculée et sur les causes de son ensevelissement sous les ruines du Vésuve (1750). Sobre el descobriment de la vila d'Herculà

- Histoire des navigations aux terres australes, contenant ce que l'on sait des moeurs et des productions des contrées découvertes jusqu'à ce jour (1756). Sobre viatges als mars del sud. Va ser molt útil per James Cook i conté la primera aparició dels termes "Polynésie" i "Australasie" (Polinèsia i Australàsia). S'ha dit que aquest llibre va induir a Louis-Antoine de Bougainville a fer-se mariner. great".

- Du culte des dieux fétiches ou Parallèle de l'ancienne religion de l'Egypte avec la religion actuelle de Nigritie (1760). proporciona una teoria materialista sobre l'origen de la religió i conté la primera aparició de la paraula "fétichisme" (fetitxisme), més tard usada per Karl Marx l'any 1842 i usada en 'Das Kapital (1867).

- Traité de la formation méchanique des langues et des principes physiques de l'étymologie (1765). Proporciona una teoria materialista sobre l'origen del llenguatge. Va influir en la Grammaire(1775) de Condillac.

- Histoire de la République romaine, dans le cours du VIIe siècle, par Salluste, en partie traduite du latin sur l'original, en partie rétablie et composée sur les fragmens qui sont restés de ses livres perdus (1777). Traducció al francès de la Historia de Sal·lusti il·lustrada amb mapes i arqueologia.

També s'han publicat pòsthumament cartes de De Brosses: 
- L'Italie il y a cent ans, ou Lettres écrites d'Italie à quelques amis en 1739 et 1740 (1836). Les quals van ser del gust d'Alexander Pushkin i Stendhal.